# Famille Le Poulchre
 (juillet 2025).
La famille Le Poulchre est une famille noble française, d'origine angevine ou bretonne établie à Senonnes vers 1413.
Cette famille se fond dans celle de la Motte-Baracé. Elle compte parmi ses membres l'écrivain de la Renaissance François Le Poulchre.

## Origine
Fils du surintendant de la maison de la reine de Navarre, François Le Poulchre disait descendre en droite ligne du consul Appius Claudius Pulcher. Suivant lui, les successeurs de cet ancien Romain vinrent après le sac de Rome, s'établir en Anjou.[réf. nécessaire]
Le Chevalier Laurent Le Poulchre (né vers 1300), seigneur de la Bénestays, est mentionné par le Père Marcel Sibold comme ancêtre de Saint Louis-Marie Grignion dans son ouvrage Le Sang des Grignion.[réf. nécessaire]
Il reste à Senonnes comme preuve de leur existence, une pierre tombale découverte en 1928 dans le château de Senonnes. Elle servait de pierre d'âtre dans un foyer du haut pavillon. Henri Maillard l'a retirée et conservée. Sa reproduction est donnée dans l'ouvrage d'Alfred Gernoux. Il y est indiqué que cette pierre de schiste est curieuse par son dessin et l'inscription gothique qu'elle porte . 

## Armoiries

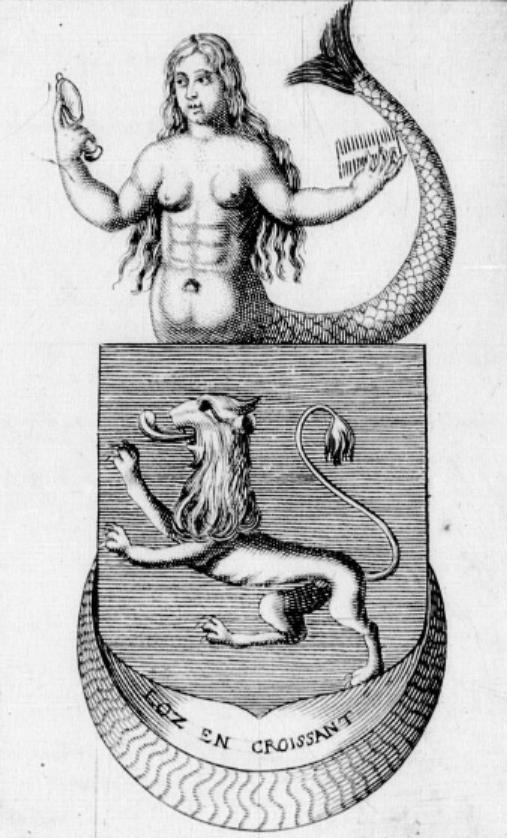
Armoiries Le Poulchre de la Bénestaie (Statuts de l'Ordre du Croissant)

Les Le Poulchre de la Bénestaie portaient comme armes : De gueules au lion d'or, parti d'argent à trois bandes d'or à la bordure endenchée de gueules,,.

## Personnalités
- Simon Le Poulchre, époux de Juliette de la Rouaudière, vivait en 1458. À cette date, il faisait exploiter en Senonnes une carrière d'ardoise, au lieu-dit La Chassaye. Il eut pour descendant Pierre, dont le fils est François, qui suit ;
- François Le Poulchre  vécut de 1520 à 1594 environ. Il était seigneur de la Motte-Mesmé, Senonnes, de la Benestaie[5], Brécharnon... En 1548, il était maître d'hôtel de la reine de Navarre. En 1576, il est dit chevalier de l'ordre du roi et capitaine de 50 hommes d'armes ;
- François Le Poulchre, fils du précédent, militaire et écrivain français du XVIe siècle, seigneur de la Motte-Messemé, gentilhomme angevin, chevalier de l'ordre de Saint-Michel, né en 1546 à Mont-de-Marsan, dans le palais de Marguerite de Navarre ;
- Renée Le Poulchre, sœur ou seulement parente de celui qui précède, a inspiré la muse du capitaine Marc Papillon, seigneur de Lasphrise, poète encore plus singulier que le Poulchre. Elle était religieuse ou pensionnaire dans un couvent du Mans[6]. Lasphrise l'a célébrée sous le nom de Théophile dans une multitude de pièces en vers, dont deux présentent l'anagramme du nom de Renée[7]. Celle-ci ayant refusé les vœux de Lasphrise, il s'adressa à Esther de Rochefort, qu'il a chantée sous le nom de Noémie ; et, s'il faut l'en croire, elle ne suivit pas les sages exemples de la première ;
- Pendant que son frère Philippe Le Poulchre, ou ses prête-noms, étaient abbés fiduciaires de l'abbaye de la Roë, l'auteur des Honnêtes Loisirs en gouvernait le temporal comme un bien propre. De 1573 à 1597, les abbés furent non seulement commendataires, mais de simples prête-noms agissant sous les ordres de François Le Poulchre, seigneur de la Motte-Messemé et de Senonnes, quand lui-même ne traitait pas directement les affaires temporelles de l'abbaye ;
- Un autre frère, Alexandre Le Poulchre, habitait le château de Senonnes et y décède comme l'indiquerait la pierre tombale découverte en 1928. Il meurt vers 1580, en pleine période de guerres de religion.
L'inscription relevée autour de la pierre, qui porte gravée son effigie : Ci-gist Alexandre le Poulchre, fils de haut et puissant messire François Le Poulchre, chevalier de l'ordre du roi et de dame Philippine de Ludre … au grand regret des siens. Le château de Senonnes échoit à Jeanne Le Poulchre, épouse de René de la Motte-Baracé. Ces deux personnages signent sur les premiers registres de la paroisse de Senonnes.

### Sources
- « Famille Le Poulchre », dans Alphonse-Victor Angot et Ferdinand Gaugain, Dictionnaire historique, topographique et biographique de la Mayenne, Laval, A. Goupil, 1900-1910 [détail des éditions] (BNF 34106789, présentation en ligne), t. IV, p. 553.
- J. Denais (fasc. 10), Armorial général de l'Anjou, 1879-1884 (lire en ligne), p. 293-294
- Maximilien Deroux, « François le Poulchre », Dictionnaire de Biographie française, fasc. 123, 2013.
- Alfred Gernoux, Madame de Senonnes, Chateaubriant, Imprimerie Lemarre, 1931 (lire en ligne), p. 19-20.
- « Famille Le Poulchre », dans Louis-Gabriel Michaud, Biographie universelle ancienne et moderne : histoire par ordre alphabétique de la vie publique et privée de tous les hommes avec la collaboration de plus de 300 savants et littérateurs français ou étrangers, 2e édition, 1843-1865 [détail de l’édition], article de Louis Monmerqué.
- Revue historique et archéologique du Maine, vol. 17, 1885 (lire en ligne), p. 190-193.